# 單線棘眼天竺鯛
單線棘眼天竺鯛（学名：Pristiapogon exostigma），又稱單線天竺鯛，俗名外斑天竺鲷、大目側仔，為輻鰭魚綱鈎頭魚目天竺鯛科的其中一個種。

## 分布
本魚分布於印度太平洋區、包括紅海、東非、可可群島、聖誕島、泰國、台灣、印尼、菲律賓、澳洲大堡礁、新幾內亞、萊恩群島、日本、薩摩亞群島、關島、馬里亞納群島、馬紹爾群島、密克羅尼西亞、新喀里多尼亞、東加、萬那杜、帛琉、法屬波里尼西亞等海域。

## 深度
水深3至120公尺。

## 特徵
本魚體長圓而側扁。頭大、吻長、眼大。體色淡黃，腹部較暗。由吻尖端到尾鰭基底有一黑色暗帶；尾鰭基底有一暗斑點。第一背鰭前3棘之末端帶黑色；背鰭、臀鰭也各有一黑色細線平行基底。背鰭硬棘8枚、軟條9枚；臀鰭硬棘2枚、軟條8枚。體長可達10公分。

## 生態
喜單獨在礁隙或礁洞中棲息，夜間棲息場所多半在礁盤下緣近沙地之邊緣。以多毛類及小型無脊椎動物為食物。為相當罕見種類。

## 經濟利用
多作為下雜魚處理，製成魚粉當飼料。也可作為觀賞魚。